# 천녀유혼: 인간정
"천녀유혼: 인간정"(중국어: 倩女幽魂：人間情)은 2020년에 개봉한 중국의 영화이다. 1987년 영화 천녀유혼을 리메이크했다. 원작 이야기를 그대로 따라간다.

## 캐스팅

### 주연
- 진성욱 : 영채신 역
- 이개형 : 섭소천 역

### 조연
- 원화 : 연적하 역
- 서소강 : 할머니 요괴 역
- 장치항 : 치주일엽 역
- 낙달화 : 남궁무극 역
- 장춘중 : 하후 역

## 기타
- 수입 :  더쿱

## 수상
- 2020년 제17회 바르셀로나 빅 아시안 섬머 필름페스티벌 후보 공식경쟁부문